# Trolejbusy w Timișoarze

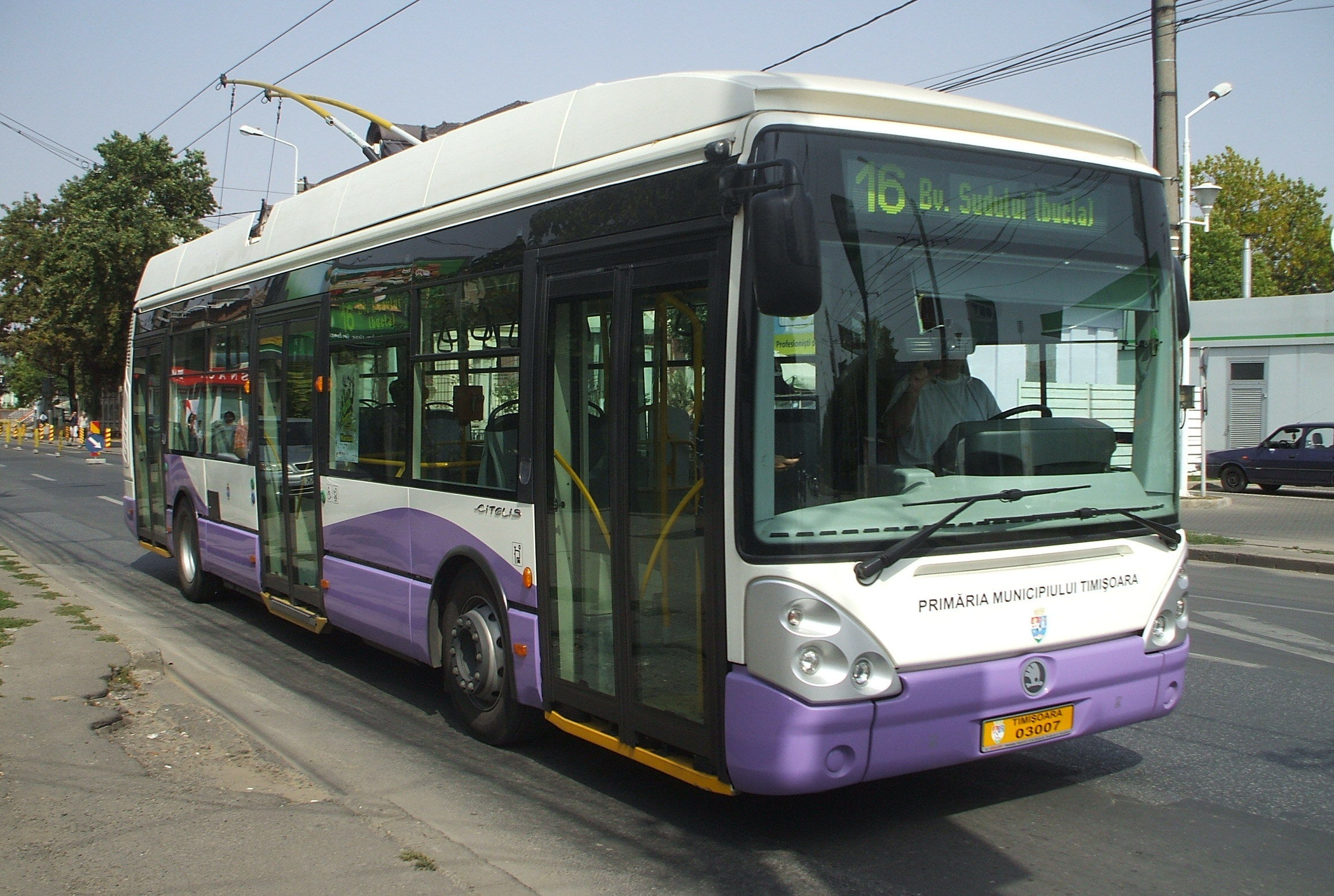
Škoda 24Tr Irisbus nr 3007

Trolejbusy w Timișoarze – system trolejbusowy działający w rumuńskim mieście Timișoara.

## Historia
Trolejbusy w Timișoarze uruchomiono 15 listopada 1942. W 1960 zakupiono trolejbusy typu TV2E. W 1971 otwarto nową zajezdnię tramwajowo-trolejbusową na Bv. Dâmbovita – str. I. Barac. W 1986 otwarto trasę trolejbusową na str. Banatul. W 2001 otwarto trasę na str. Paris. Dodatkowo w 2001 nabyto kilka używanych trolejbusów:
- 3 trolejbusy Vetter
- 20 trolejbusów Berliet

W 2004 otrzymano 6 używanych trolejbusów typu Berliet.
Obecnie sieć trolejbusowa liczy 24 km długości.

## Linie
W Timișoarze istnieje 7 linii trolejbusowych:
- T11: Gheorghe Baritiu – Strandul Tineretului
- T14: Gheorghe Baritiu – Ion Ionescu de la Brad
- T15: Traian Grozavescu – M. Constantin Prezan
- T16: Traian Grozavescu – Sudului
- T17: Baader – Institutul Agronomic
- T18: C. P. Solventul – Torontalului
- T19: B-dul. I. C. Bratianu – M. Constantin Prezan

## Tabor
Do obsługi sieci w eksploatacji znajdują się 103 trolejbusy:
- Škoda 24Tr Irisbus – 49 trolejbusów
- Berliet ER100 – 34 trolejbusy
- ROCAR E317 – 5 trolejbusów
- ROCAR E217 – 5 trolejbusów
- Ikarus/Ganz 280.93 – 3 trolejbusy
- DAC/Rocar 117EA – 2 trolejbusy
- Saurer 4IILM – 1 trolejbusów
- Gräf & Stift GE110/54/57A – 1 trolejbus
- Gräf & Stift GE105/54/57A – 1 trolejbus
- ROCAR E312 – 1 trolejbus
- Vetter 16SO – 1 trolejbus